# HMS Ledbury (L90)
HMS Ledbury (L90) là một tàu khu trục hộ tống lớp Hunt Kiểu II của Hải quân Hoàng gia Anh Quốc được hạ thủy năm 1941 và đưa ra phục vụ năm 1942. Nó đã hoạt động trong suốt Chiến tranh Thế giới thứ hai, hộ tống các đoàn tàu vận tải giữa Scapa Flow và Iceland, từng tham gia hộ tống cho Đoàn tàu vận tải PQ 17 bất hạnh vào tháng 6 năm 1942, nơi 24 tàu vận tải đã bị mất. Sau đó nó tham gia Chiến dịch Pedestal nhằm tăng viện giải vây cho Malta, nơi đoàn tàu vận tải bị đối phương không kích quyết liệt, và con tàu đã bắn rơi ba máy bay đối phương và gây hư hại cho năm chiếc khác, đồng thời trợ giúp cho tàu chở dầu SS Ohio đi đến được Grand Harbour. Nó còn tham gia các Chiến dịch Husky tại Sicily, Chiến dịch Avalanche tại Salerno cùng các hoạt động tại biển Adriatic và biển Aegean cho đến khi chiến tranh kết thúc. Nó xuất biên chế năm 1946 và bị bán để tháo dỡ năm 1958.

## Thiết kế và chế tạo
Ledbury thuộc vào số 33 chiếc tàu khu trục lớp Hunt nhóm II, có mạn tàu rộng hơn nhóm I, tạo độ ổn định cho một tháp pháo QF 4 in (100 mm) Mark XVI nòng đôi thứ ba, cũng như cho phép tăng số lượng mìn sâu mang theo từ 40 lên 110.
Ledbury được đặt hàng vào ngày 3 tháng 9 năm 1939 cho hãng John Isaac Thornycroft tại Southampton trong Chương trình Chế tạo Khẩn cấp Chiến tranh 1939 và được đặt lườn vào ngày 24 tháng 1 năm 1940. Nhưng những thiệt hại tại xưởng tàu do không kích đã khiến việc hạ thủy nó bị trì hoãn cho đến ngày 27 tháng 9 năm 1941, và nó hoàn tất vào ngày 11 tháng 2 năm 1942. Tên nó được đặt theo một rừng săn cáo tại Ledbury, Herefordshire. Con tàu được cộng đồng dân cư Ledbury thuộc hạt Worcestershire đỡ đầu trong khuôn khổ cuộc vận động gây quỹ Tuần lễ Tàu chiến năm 1942.

## Lịch sử hoạt động

### 1942
Sau khi hoàn tất trang bị và chạy thử máy, Ledbury đi đến Scapa Flow vào tháng 2 năm 1942 để thực hành cùng các tàu chiến thuộc Hạm đội Nhà, gia nhập Chi hạm đội Khu trục 20 vào ngày 11 tháng 2. Sang ngày 1 tháng 3, nó gia nhập cùng các thiết giáp hạm King George V (41) và Duke of York (17), tàu chiến-tuần dương Renown (1916), tàu sân bay Victorious (R38), các tàu tuần dương hạng nhẹ Berwick (65) và Kenya (14) cùng 19 tàu khu trục khác để bảo vệ từ xa cho Đoàn tàu PQ12, một trong những Đoàn tàu vận tải Bắc Cực làm nhiệm vụ vận chuyển vũ khí và hàng hóa tiếp liệu rất cần thiết đi sang Murmansk, Liên Xô; và sau đó hộ tống cho Đoàn tàu QP8 quay trở về.
Vào ngày 15 tháng 3, Ledbury đã hộ tống các tàu chiến thuộc Hải đội Rải mìn 1 trong Chiến dịch SN81, hoạt động rải mìn tại khu vực Hàng rào phía Bắc, dưới sự bảo vệ của tàu tuần dương Charybdis (88). Đến ngày 20 tháng 3, nó lại được huy động cùng các tàu chiến thuộc Hạm đội Nhà để bảo vệ từ xa cho Đoàn tàu PQ13 đi sang Nga và Đoàn tàu QP9 quay trở về. Nó nằm trong thành phần hộ tống cho King George V, Duke of York, Renown, các tàu tuần dương Edinburgh (16) và Kent (54) cùng 15 tàu khu trục khác vào ngày 8 tháng 4 để bảo vệ từ xa cho Đoàn tàu PQ14 đi sang Nga và Đoàn tàu QP10 quay trở về. Đến ngày 26 tháng 4, nó hộ tống tàu chở dầu RFA Gray Ranger đi đến Iceland để tiếp nhiên liệu cho các tàu khu trục tham gia hộ tống Đoàn tàu PQ15, rồi quay trở về Lerwick sau khi hoàn tất. Vào ngày 23 tháng 5, nó được phối thuộc cùng Lực lượng Q để hộ tống tàu chở dầu RFA Black Ranger quay trở về từ Iceland sau khi hoàn thành nhiệm vụ tiếp nhiên liệu cho các tàu khu trục tham gia hộ tống Đoàn tàu PQ16.

#### Đoàn tàu vận tải PQ 17
Vào ngày 30 tháng 6, Ledbury tham gia cùng các tàu khu trục Fury (H76), Keppel (D84), Leamington (G19), Offa (G29) và Wilton (L128) để hộ tống Đoàn tàu PQ 17 đi sang Liên Xô. Đoàn tàu này đã chịu đựng thiệt hại số lượng tàu buôn và tàu chở hàng nặng nề nhất trong suốt cuộc chiến tranh. Những sự cố đầu tiên của đoàn tàu xảy ra vào sáng sớm ngày 4 tháng 7, khi một quả ngư lôi đối phương đánh trúng tàu chở hàng Liberty SS Christopher Newport dẫn đầu đội hình khiến nó suýt va chạm với các tàu khác rồi chết đứng giữa biển. Chỉ huy lực lượng hộ tống, Trung tá Hải quân Jack Broome từ soái hạm Keppel, ra lệnh cho Ledbury, Leamington và tàu corvette Poppy (K213) tách ra để đối phó với khả năng bị tàu ngầm U-boat Đức tấn công. Ledbury được chọn ở lại phía cuối đoàn tàu để đánh đắm Christopher Newport nếu cần thiết.

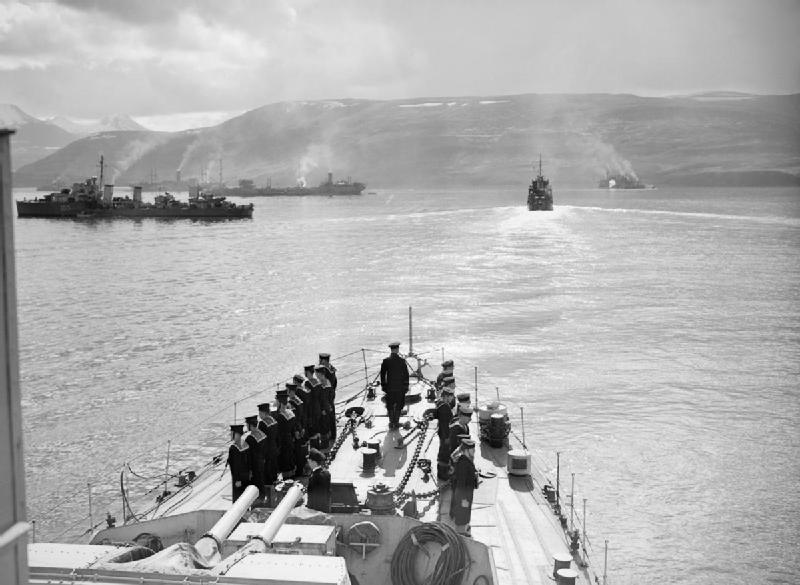
Tàu hộ tống và tàu buôn thuộc Đoàn tàu PQ 17 tại Hvalfjord trước khi khởi hành

Đến 08 giờ 20 phút, Ledbury nhìn thấy tám máy bay ném bom-ngư lôi đối phương, và nó phát tín hiệu báo động cho đoàn tàu về đối thủ đang tiếp cận ở hướng 210 độ, khoảng cách 5 hải lý. Nó tăng tốc và chuyển hướng để đối đầu với những kẻ tấn công, vốn lên đến 25 máy bay. Một kẻ tấn công bị bắn rơi cách tàu khu trục USS Wainwright 4.000 yd (3,7 km) về phía mũi bên mạn phải, và thủy thủ của Ledbury chứng kiến bốn thành viên đội bay Đức thoát ra bè cứu sinh cách họ không xa. Phi công Trung úy Kaumeyr và ba người sống sót khác được xuồng của Ledbury cứu vớt. Tuy nhiên cuộc tấn công vẫn tiếp tục khá ác liệt, các tàu hộ tống phải hoạt động tích cực để bảo vệ các tàu buôn khỏi các đợt không kích, và đặc biệt bởi tàu ngầm U-boat đối phương.
Bộ Hải quân Anh lại đánh giá sai lầm rằng Đoàn tàu PQ 17 đang phải chịu đựng nguy cơ bị tấn công phối hợp bởi các đơn vị khác nhau của Hải quân Đức, đặc biệt là thiết giáp hạm Tirpitz và các tàu tuần dương hạng nặng Admiral Hipper, Admiral Scheer và Lützow. Một loạt mệnh lệnh được gửi đến đoàn tàu, cuối cùng ra lệnh cho đoàn tàu vận tải "phân tán" về các cảng Liên Xô. Trong khi đó, được cho là phải đối đầu với một lực lượng đối phương hùng hậu, các tàu tuần dương và tàu khu trục hộ tống quay mũi hướng về phía Tây, trên thực tế đã bỏ rơi các tàu buôn. Việc đụng độ với các tàu chiến chủ lực Đức không xảy ra ngay sau đó; và các tàu buôn đang hướng đến Liên Xô chịu đựng nhiều đợt không kích và tấn công bởi tàu ngầm U-boat. Bị mất cùng 23 tàu buôn bị đánh chìm là 190 thủy thủ thiệt mạng, 400-500 máy bay, 300 xe tăng cùng hàng trăm ngàn tấn tiếp liệu quân sự khác. Tirpitz chỉ tiến ra khỏi cảng một hay hai ngày sau đó, nhưng nó lập tức rút lui sau khi biết bị một tàu ngầm phát hiện.

### Chiến dịch Pedestal

#### Bối cảnh và các hoạt động ban đầu
Sang năm 1942, Anh bắt đầu chiến sự chống lại lực lượng Ý tại Bắc Phi và đồng minh của họ, Quân đoàn Châu Phi dưới quyền Erwin Rommel. Malta có vai trò quan trọng trong chến dịch này. Vào giai đoạn này của chiến tranh, Malta bị thiếu hụt trầm trọng đạn dược, thực phẩm và xăng máy bay. Các nỗ lực nhằm phá vỡ sự phong tỏa và tiếp liệu cho Malta đều thất bại; các chuyến vận tải trước đó như Harpoon xuất phát từ Gibraltar và Vigorous từ Alexandria, Ai Cập bị mất phần lớn các tàu tiếp liệu, còn các tàu hộ tống bị tổn thất lớn và hư hại. Một chiến dịch vận tải mới được dự định vào giữa tháng 8 mang mã hiệu Chiến dịch Pedestal.
Vào ngày 2 tháng 8, Ledbury rời Clyde cùng Đoàn tàu WS21S để đi sang khu vực Địa Trung Hải, và đến ngày 9 tháng 8 đã khởi hành từ Gibraltar trong thành phần Lực lượng X, là lực lượng hộ tống trực tiếp cho đoàn tàu vận tải, bao gồm các tàu tuần dương Nigeria (60), Kenya (14), Manchester (15), Cairo (D87) và các tàu khu trục Ashanti (F51), Bramham (L51), Fury, Icarus (D03), Intrepid (D10), Pathfinder (G10), Penn (G77), Westcott (D47), Wrestler (1918) và Vidette (D48).
Ledbury tách khỏi đoàn tàu để đước tiếp nhiên liệu vào sáng sớm ngày 11 tháng 8 trước khi quay trở lại vị trí bảo vệ bên mạn phải đoàn tàu. Đến xế trưa, tàu sân bay Eagle (1918) bị trúng 4 quả ngư lôi từ tàu ngầm Đức U-73, và Ledbury được lệnh túc trực cạnh chiến tàu sân bay bị đánh trúng. Khi Eagle đắm, các tàu khu trục Laforey (G99) và Lookout (G32) cùng một tàu kéo đã cứu vớt những người sống sót trong khi Ledbury được lệnh quay trở lại bảo vệ cho đoàn tàu.
Đoàn tàu giờ đây liên tục chịu đựng các cuộc không kích của đối phương. Pháo thủ Oerlikon 20 mm bên mạn phải Ledbury cho rằng đã bắn rơi một máy bay đối phương, cho dù lúc đó nhiều con tàu cùng đang nhắm vào mục tiêu này. Sáng sớm ngày hôm sau, thiết giáp hạm Nelson (28) trông thấy một kính tiềm vọng bên mạn phải phía đuôi, và chiếc tàu khu trục được lệnh truy lùng tàu ngầm đối phương. Nó thả một loạt mìn sâu để bảo vệ cho tàu sân bay HMS Indomitable tránh khỏi tàu ngầm đối phương. Đến 09 giờ 00, một đợt không kích bởi máy bay ném bom Junkers Ju 88 nhắm vào đoàn tàu, và một máy bay đã bị bắn rơi; bốn quả bom nhỏ rơi sượt qua cầu tàu trước khi rơi bên mạn phải và một quả bom lớn rơi bên mạn trái đuôi tàu. Ba thành viên đội bay Đức đã nhảy dù xuống biển nhưng chỉ một người được Ledbury vớt, khai nhận số máy bay này xuất phát từ Sicily, Ý. Một đợt không kích mới lại tiếp nối, lần này bởi máy bay ném bom bổ nhào. Hai tốp máy bay xuất hiện phía trước đoàn tàu, nhưng không tiếp cận được, và hai máy bay đã bị hỏa lực phòng không bắn rơi. Sau đợt này, Ledbury trở lại vị trí bảo vệ bên mạn phải đoàn tàu; rồi một đợt tấn công khác bởi Junkers Ju 88 lại tiếp nối trong khi các tàu khu trục hộ tống còn đang tiếp nhiên liệu. Ledbury chịu đựng thêm một quả bom ném suýt trúng xuống mạn trái phía đuôi; một tàu buôn trong đoàn tàu bị hư hại, và Bramham được cử ra hộ tống chiếc tàu buôn.

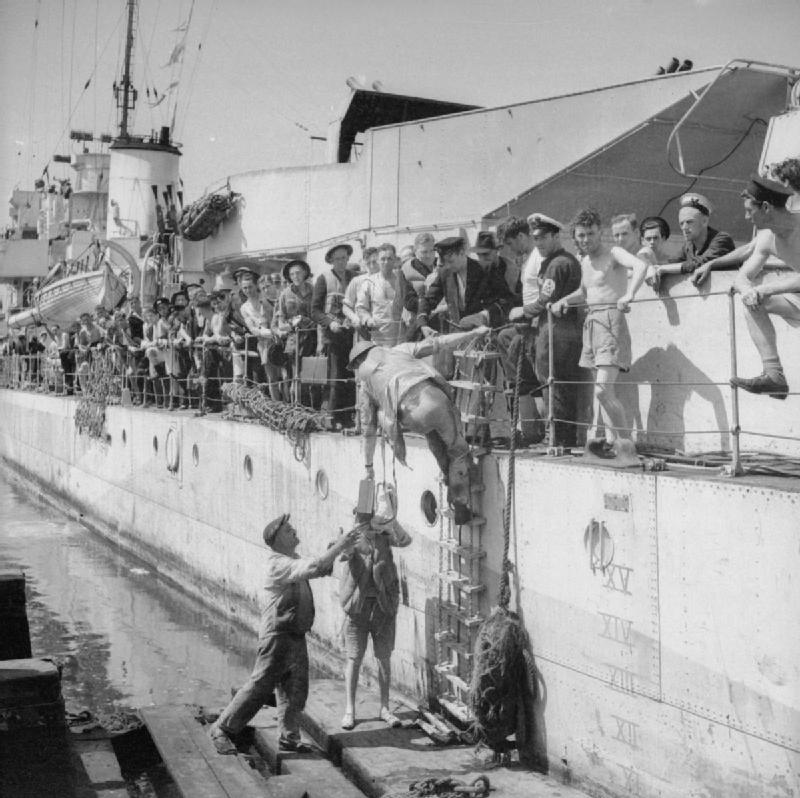
Ledbury đưa lên bờ những người sống sót từ các tàu buôn tại Malta

Khi đoàn tàu tiếp tục hành trình, nó liên tục bị quấy phá và tấn công; giờ đây tàu ngầm đối phương xuất hiện nhiều hơn. Một chiếc bị buộc phải nổi lên mặt nước và bị một tàu khu trục lớp Tribal đánh chìm. Kế tiếp một máy bay cường kích Junkers Ju 87 thả mìn bằng dù, tất cả đều trượt khỏi mục tiêu. Sau đó đến lượt 12 máy bay ném bom-ngư lôi tiếp cận từ bên mạn phải nhưng bị đẩy lui bởi hỏa lực phòng không; cùng lúc đó những chiếc Junkers Ju 87 cũng tấn công ném bom bổ nhào, khiến tàu sân bay Indomitable bị đánh trúng. Đến 19 giờ 00, lực lượng Z, tức các thiết giáp hạm, tàu sân bay và ba tàu tuần dương hỗ trợ từ xa, rút lui; và 50 phút sau đó, đoàn tàu được bố trí lại thành đội hình hai hàng dọc, với ba tàu khu trục quét mìn mở đường trong khi các tàu còn lại trong đội hình phòng không dọc theo đoàn tàu. Lúc 19 giờ 56 phút, Nigeria, Cairo và tàu chở dầu Ohio bị trúng ngư lôi; đoàn tàu cơ động khẩn cấp bẻ lái sang mạn phải, và hầu hết các tàu hộ tống túc trực gần các tàu tuần dương bị hư hại. Ledbury ở vị trí bên mạn phải đoàn tàu với Manchester, Kenya và Pathfinder ở phía trước.
Một tàu tuần dương thông báo phát hiện qua hệ thống định vị vô tuyến máy bay đối phương bên mạn trái phía trước mũi đoàn tàu, và Ledbury băng qua đội hình đoàn tàu để chuyển sang hướng bị tấn công. Tuy nhiên một đợt không kích nặng nề và kéo dài bởi máy bay Junkers Ju 88 ném bom bổ nhào diễn ra trong khi Ledbury vẫn còn kẹt giữa hai hàng dọc tàu buôn. Cường độ tấn công càng lúc càng ác liệt; hai tàu buôn bị đánh trúng, một chiếc nổ tung trong khi chiếc kia vẫn còn nổi được nhưng tạo ra một đám cháy xăng lớn trên mặt biển. Những máy bay ném bom-ngư lôi lại tiếp cận bên mạn trái phía mũi ở khoảng cách rất gần, Ledbury đối phó bằng hỏa lực phòng không nhưng vẫn không kịp chặn đối phương phóng ra hai quả ngư lôi, và thêm một tàu buôn khác bị nổ tung, có thể là chiếc MV Brisbane Star.
Ledbury liên lạc với Manchester để biết chắc rằng chiếc tàu tuần dương vẫn còn túc trực gần các con tàu bị hư hại. Sau đó Ledbury trông thấy sáu tàu lúc trời đã sụp tối, di chuyển theo những hướng khác nhau, hầu hết là theo hướng Bắc hoặc Tây Bắc. Nó ra lệnh cho chiếc tàu buôn gần nhất MV Melbourne Star đi theo hướng 120, mệnh lệnh này được chuyển tiếp đến các con tàu kế cận. Sau đó nó quay trở lại cùng Ohio, dự định sẽ kéo chiếc tàu chở dầu. Nhưng Ohio cho biết có thể tự di chuyển với trạm điều khiển phía đuôi tàu, nhưng không thể định hướng do la bàn đã bị hỏng. Vì vậy Ledbury bật một ngọn đèn sáng phía đuôi tàu để chiếc tàu chở dầu có thể theo sau nó đi đến Malta. Ledbury thông báo cho các con tàu về sự hiện diện của một bãi thủy lôi gần Zembra, đồng thời liên lạc với Penn để cho biết nó không thể cứu vớt những người sống sót từ các tàu buôn bị hư hại do phải đi kèm với Ohio.

#### Các hoạt động giải cứu

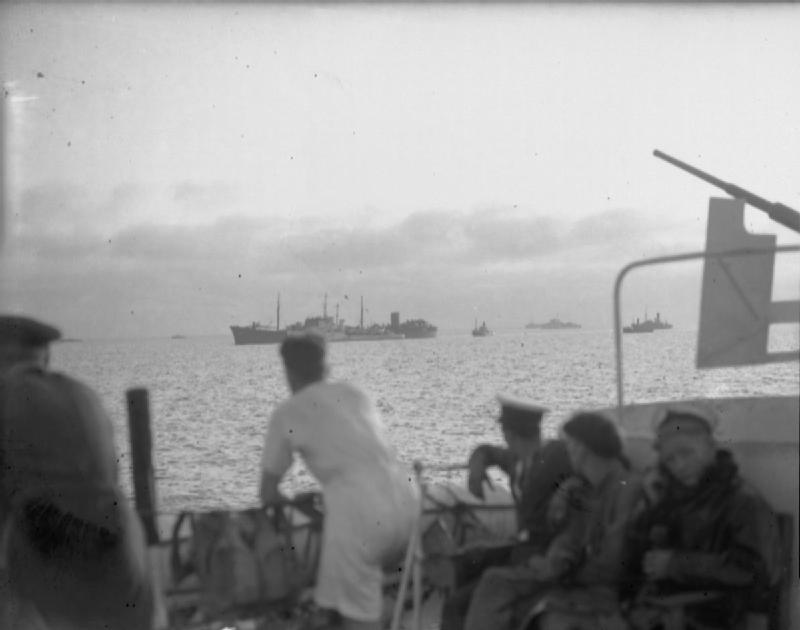
Ledbury bên cạnh tàu chở dầu Ohio bị hư hại

Sang ngày 13 tháng 8, Ledbury vẫn dẫn trước Ohio ở cuối đội hình đoàn tàu vận tải. Họ tiếp tục bị máy bay ném bom đối phương Junkers Ju 88 tấn công; tàu buôn MV Waimarama trúng ba hay bốn quả bom và nổ tung. Ashanti gửi tín hiệu đến Ledbury yêu câu nó cứu vớt những người sống sót. Nó dự đoán không ai có thể sống sót qua vụ nổ dữ dội và đám cháy tràn lan khắp con tàu, nhưng khi đến nơi đã cứu vớt được 45 người trên mặt nước; chiều tối hôm đó nó mai táng trên biển cho một người từ trần. Ledbury đã giải cứu thành viên thủy thủ đoàn của cả Waimarama lẫn Melbourne Star, vì khi Waimarama nổ tung một cách bất ngờ, Melbourne Star đi ngay vào giữa đám cháy; một số thủy thủ phía đuôi tàu cho rằng con tàu của mình bị đánh trúng nên đã nhảy xuống biển. Ledbury hoàn tất việc giải cứu lúc 09 giờ 30, vị trí nó lúc này bị rớt lại khoảng 30 mi (48 km) phía sau đoàn tàu, nên nó tăng tốc để bắt kịp Ohio.
Ledbury tìm thấy Ohio, có Penn túc trực bên cạnh để bảo vệ trong khi Bramham thả mìn sâu ngăn chặn tàu ngầm đối phương; phần còn lại của đoàn tàu vận tải ở cách đó 10 mi (16 km), đang bị đối phương không kích. Do Ohio đã được Penn hộ tống, Ledbury được phân công tìm kiếm để trợ giúp cho Manchester tại khu vực lân cận vịnh Hammamet, Tunisia; chiếc tàu tuần dương được cho là bị ngập nước phòng động cơ và đang bốc cháy. Chiếc tàu khu trục di chuyển ở tốc độ 24 hải lý trên giờ (44 km/h), băng ngang xác tàu đắm của Almeria Lykes, đồng thời trên đường đi đã bắn rơi hai máy máy bay ném bom Savoia-Marchetti SM.84 ba động cơ của Ý. Tuy nhiên nó tìm kiếm không có kết quả khi đi dọc theo bờ biển cho đến khi chỉ cách Hammamet 12 mi (19 km), đồng thời có tin tức về sự hiện diện một tàu tuần dương đối phương gần đảo Zembra cùng hai tàu khu trục đối phương đang hướng đến đảo Pantelleria, nên nó đổi hướng đi cách 5 mi (8,0 km) về phía Nam đảo Linosa, rồi đến tối lại đổi hướng để gia nhập trở lại nhóm của Ohio.

#### Hỗ trợ SSOhio

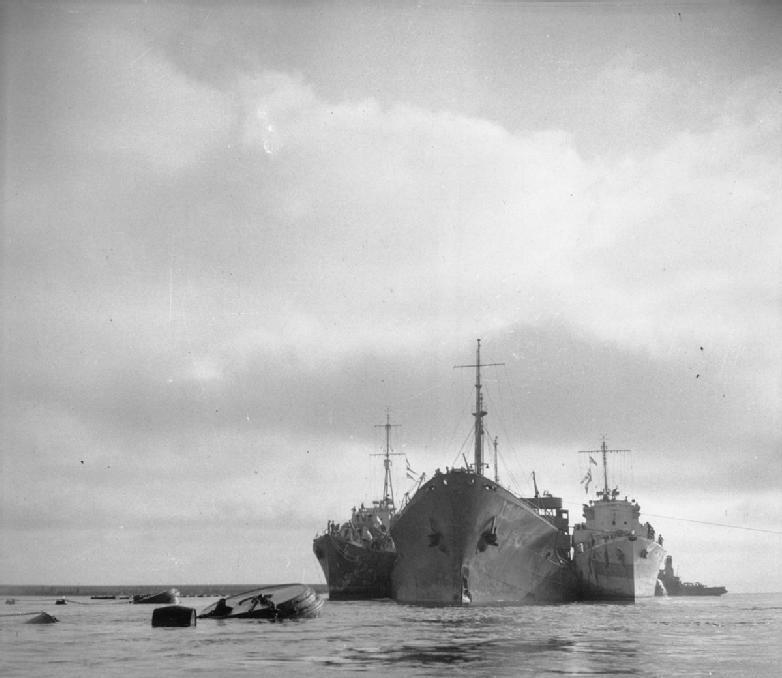
Chiếc tàu chở dầu Ohio bị hư hại, được các tàu khu trục Hải quân Anh hỗ trợ hai bên mạn

Sang ngày 14 tháng 8, Ohio lúc này đã chết đứng giữa biển do động cơ đã bị hỏng; nó lại bị đánh trúng trong khi được Penn kéo đi. Khi Ledbury đi đến vị trí dự kiến của Ohio, nó không tìm thấy chiếc tàu chở dầu; nhưng chỉ ít lâu sau, Trung tá Hill, hạm trưởng của Ledbury, nhìn thấy ánh chớp đạn pháo phía trước, đoán rằng đó là lực lượng hộ tống cho Ohio đang đánh trả máy bay đối phương tấn công, nên chuyển hướng Ledbury về phía có ánh đạn pháo phía chân trời. Khi nó tiếp cận Ohio, chiếc tàu chở dầu đang ngập sâu trong nước. "Dường như chúng ta đến quá trễ", Hill lo ngại nói với hạm phó.
Ledbury phối hợp cùng Penn và tàu quét mìn Rye (J76) trợ giúp cho Ohio và tìm cách kéo chiếc tàu chở dầu hướng đến Malta. Pháo thủ của Ledbury, cùng một số thủy thủ Hoa Kỳ tình nguyện, vốn được cứu vớt từ chiếc tàu buôn Santa Elisa bị đánh đắm, đã chuyển sang vận hành các khẩu pháo phòng không trên chiếc tàu chở dầu; một công việc tỏ ra cần thiết và kịp thời, vì đến 10 giờ 44 phút, đoàn tàu lại bị chín máy bay ném bom bổ nhào Junkers Ju 87 tấn công. Ledbury bị một quả bom ném suýt trúng sát mũi tàu cùng một phát suýt trúng khác xuống phía sau đuôi tàu, nhưng không chịu thương vong. Họ được những chiếc máy bay tiêm kích Supermarine Spitfire cất cánh từ Malta đến trợ giúp, đánh đuổi các đợt tấn công khác của đối phương. Cuối cùng Ledbury, Penn và Bramham đã đưa được Ohio cặp cảng Grand Harbour, Malta.
Ledbury ở lại Malta cho đến ngày 19 tháng 8, khi nó khởi hành quay trở lại Gibraltar, rồi chỉ bốn ngày sau lại lên đường quay trở về Anh để gia nhập trở lại Hạm đội Nhà. Con tàu được sửa chữa tại Grimsby trước khi đi đến Scapa Flow, và vào ngày 18 tháng 10 đã tham gia bảo vệ cho Hải đội Rải mìn 1 trong một chiếc dịch rải mìn tại Bắc Hải. Từ ngày 22 đến ngày 30 tháng 10, nó cùng tàu chị em Middleton (L74) tham gia thành phần hộ tống cho Đoàn tàu QP15 quay trở về từ Nga. Một hoạt động hộ tống khác được thực hiện từ ngày 15 đến ngày 18 tháng 12 và từ ngày 22 đến ngày 25 tháng 12, khi nó cùng các tàu chị em Blankney (L30) và Chiddingfold (L31) hộ tống cho Đoàn tàu JW51.

### 1943
Vào ngày 9 tháng 1, 1943, Ledbury cùng Blankney tham gia hộ tống cho Đoàn tàu RA51 trên chặng đường quay trở về. Đến ngày 13 tháng 1, nó thực hành tập trận cùng các tàu khu trục Walpole (D41) và Easton (L09) tại Scapa Flow. Vào ngày 17 tháng 1, 1943, Đoàn tàu JW-52 với 15 tàu buôn khởi hành từ Loch Ewe, với thành phần hộ tống phía Tây bao gồm Ledbury, Middleton và Blankney. Thành phần hộ tống tách khỏi đoàn tàu vào ngày 21 tháng 1, sau khi bàn giao cho lực lượng hộ tống phía Đông, bao gồm các tàu khu trục Onslaught (G04), Beagle (H30), Bulldog (H91), Matchless (G52), Musketeer (G86), Offa (G29) và tàu khu trục Ba Lan ORP Piorun (G65). Sang ngày 9 tháng 3, nó cùng Vivacious (D36), Meynell (L82) và Pytchley (L92) hộ tống cho Đoàn tàu RA53 trên chặng đường quay trở về.
Sang tháng 5, sau một loạt các chuyến đi hộ tống vận tải tại khu vực giữa Iceland và quần đảo Orkney, Ledbury lại được điều động sang khu vực Địa Trung Hải. Sau khi được tái trang bị tại Sheerness, nó lên đường đi Gibraltar vào ngày 25 tháng 5, gia nhập Đội khu trục 57, và từ ngày 21 đến ngày 26 tháng 6 đã hộ tống cho Đoàn tàu WS31/KMF17 trong hành trình tại Đại Tây Dương. Sau đó nó được huy động để tham gia Chiến dịch Husky, cuộc đổ bộ của lực lượng Đồng Minh lên Sicily, Ý, và tham gia Lực lượng Hỗ trợ phía Đông để bảo vệ cho các lực lượng N, B và V vốn hình thành nên Quân đoàn 30. Nó nằm trong số lực lượng hùng hậu bao gồm trên 50 tàu khu trục được tập trung để bảo vệ các tàu tuần dương trong thành phần đổ bộ chính.
Vào đầu tháng 7, Ledbury được điều sang Đội khu trục 58. Đến ngày 5 tháng 7, nó hộ tống cho Đoàn tàu KMS8 khởi hành từ Gibraltar trong thành phần Đội hộ tống S hướng sang Sicily; và sau khi đi đến bãi đổ bộ Bark West vào ngày 9 tháng 7, nó hoạt động bảo vệ các tàu vận tải, tuần tra và hỗ trợ hỏa lực cho cuộc đổ bộ của Quân đoàn 30 lên khu vực về phía Tây Nam Syracuse. Sau khi Chiến dịch Husky kết thúc, con tàu tiếp tục hoạt động hộ tống vận tải tại Địa Trung Hải trong tháng 8, và tiếp tục được huy động để tham gia Chiến dịch Avalanche, cuộc đổ bộ của lực lượng Đồng Minh lên Salerno, Ý.
Sang tháng 9, Ledbury được điều sang Đội khu trục 59. Đến ngày 8 tháng 9, nó tham gia Lực lượng Đặc nhiệm 85, là Lực lượng Tấn công phía Bắc, và khởi hành từ Palermo trong thành phần Đoàn tàu TFS1X. Đi đến ngoài khơi bãi đổ bộ vào ngày hôm sau, nó được bố trí bắn hải pháo hỗ trợ cho cuộc đổ bộ, và sau đó tuần tra và hộ tống các đoàn tàu vận tải tiếp nối theo sau. Khi chiến dịch kết thúc vào tháng 10, nó hoạt động tuần tra và hộ tống vận tải tại khu vực Trung tâm Địa Trung Hải và vùng biển Adriatic, đặt căn cứ tại Malta và sau đó tại Alexandria.

### 1944
Từ ngày 15 tháng 1 đến ngày 12 tháng 2, 1944, Ledbury tham gia đợt tuần tra dọc theo tuyến đường tiếp liệu tại bờ biển Dalmatia, nơi phe Trục chịu tổn thất nặng nề do các cuộc không kích của máy bay Đồng Minh xuất phát từ các sân bay tại Ý. Trong các ngày 15 và 16 tháng 1, nó cùng với tàu chị em Blackmore (L43) đã tiến hành bắn phá thành phố cảng Durazzo, Albania để hỗ trợ hoạt động của lực lượng du kích, trong khi các tàu chiến khác tiếp cận Curzola. Sang tháng 10, nó được điều sang Lực lượng Hải quân Hoàng gia biển Aegean để hỗ trợ các chiến dịch tái chiếm các đảo Hy Lạp, và đổ lên chính lục địa Hy Lạp. Nó tham gia hộ tống cho đoàn tàu đổ bộ lên Piraeus.

### 1945
Ledbury quay trở về Anh vào tháng 5, 1945, rồi được điều động đến Gibraltar, sẵn sàng để được phái sang Viễn Đông khi cần thiết. Nó được đại tu tại Xưởng tàu Gibraltar từ tháng 7 đến tháng 8, rồi quay trở về Anh vào tháng 1, 1946, rồi được đưa về thành phần dự bị tại Portsmouth vào tháng 3, 1946. Nó bị bỏ không tại đây cho đến khi được đưa vào danh sách loại bỏ vào năm 1958. Con tàu được bán cho hãng BISCO và được tháo dỡ bởi hãng Shipbreaking Industries tại Charlestown gần Rosyth vào tháng 5, 1958.